# Yasmin Altwaijri
Yasmin Ahmed Almubarak Altwaijri (em árabe: ياسمين أحمد المبارك التويجري) é cientista sênior e chefe de pesquisa epidemiológica do King Faisal Specialist Hospital and Research Center (KFSH&RC) em Riyadh, Arábia Saudita. Como chefe de pesquisa epidemiológica, ela estuda as causas e efeitos de doenças e enfermidades dentro de um país específico, no caso a Arábia Saudita. Ela estuda a prevalência de condições como obesidade e doenças mentais na sociedade saudita e é ativa na defesa de mudanças sociais e políticas para promover uma saúde melhor.

## Educação
Yasmin Altwaijri estudou Saúde Comunitária na King Saud University em Riade, capital da Arábia Saudita, recebendo seu Bacharealdo em 1992. Depois de se casar, ela e o marido se mudaram para os Estados Unidos para fazer pós-graduação. Altwaijri estudou com Johanna Dwyer, diretora do Centro de Nutrição Frances Stern, na Escola Friedman de Ciências e Políticas de Nutrição, da Universidade Tufts, em Medford/Somerville, Massachusetts, nos Estados Unidos. Ela recebeu seu Mestrado da Tufts University, em 1996, e seu Doutorado em 2002. Seus pais a encorajaram fortemente a ter uma carreira profissional que lhe permitisse ser financeiramente independente.

## Carreira
Depois de retornar de Boston para a Arábia Saudita, em 2002, ela ingressou na King Saud bin Abdulaziz University for Health Sciences. Em seguida, ela ingressou no Hospital Especializado King Faisal e no Centro de Pesquisa em Riade, onde lidera o centro de pesquisa epidemiológica. Ela é considerada uma das principais cientistas seniores do país.
Yasmin Altwaijri está envolvida na concepção e realização de estudos epidemiológicos da população saudita, com atenção especial para mulheres, crianças e adolescentes.
Uma área de preocupação é a falta de padrões de crescimento puberal para crianças sauditas. Os únicos padrões disponíveis para pediatras sauditas foram baseados nas características puberais de crianças dos Estados Unidos. Yasmin Altwaijri está desenvolvendo estudos epidemiológicos de crianças sauditas que serão sensíveis a fatores da vida saudita, como padrões socioeconômicos, dieta e geografia.
Ela também pesquisa fatores de risco como obesidade, tabagismo, hipertensão, colesterol alto e falta de exercícios, que afetam as doenças crônicas. Ela enfatiza a importância dos determinantes sociais da saúde e defende fortemente mudanças sociais e políticas que promovam estilos de vida mais saudáveis. Ela está particularmente preocupada com as mulheres, que correm um risco maior de desenvolver obesidade do que os homens sauditas, em parte porque fatores socioculturais restringem as oportunidades para as mulheres se exercitarem e desencorajam a participação feminina em esportes. Yasmin Altwaijri defende a inclusão de um currículo físico tanto para meninas quanto para meninos nas escolas; criação de espaços de lazer seguros na vizinhança para crianças de todos os gêneros; áreas seguras onde homens e mulheres adultos podem ser fisicamente ativos; e clubes de saúde acessíveis para homens e mulheres. Ela também apóia a regulamentação dos preços dos alimentos para promover a escolha de alimentos saudáveis em vez de alimentos não saudáveis. Para manter seus filhos ativos, ela os matriculou em equipes de natação competitiva, onde se tornaram elegíveis para participar dos Jogos Olímpicos Juniores da AAU.
Yasmin Altwaijri é investigadora principal da Pesquisa Nacional de Saúde Mental Saudita, uma investigação ampla que avalia o impacto da doença mental nas comunidades sauditas. Nenhuma pesquisa nessa área havia sido feita anteriormente na Arábia Saudita, embora a Organização Mundial da Saúde (OMS) relate que cinco das dez doenças mais graves do mundo envolvem saúde mental. Além do governo saudita e de instituições educacionais, esta pesquisa envolve a colaboração internacional com a Universidade de Harvard, a Universidade de Michigan e a Organização Mundial da Saúde. O estudo, iniciado em 2009, tinha como objetivo visitar as casas de 5.000 homens e mulheres para entrevistar pessoas de todo o país. 86% dos entrevistados se dispuseram a participar.

### Obesidade na Arábia Saudita
A obesidade, e especificamente a obesidade infantil, está aumentando em todo o mundo. Essa tendência é observada principalmente em países desenvolvidos, mas também em países em desenvolvimento, incluindo o Oriente Médio, Europa Central e Oriental. A Arábia Saudita tem visto um aumento na obesidade infantil e uma em cada seis crianças na Arábia Saudita é obesa. Essas tendências estão relacionadas à falta de exercícios, problemas de foco na escola e diminuição das brincadeiras com outras crianças. Entre a população adulta, há uma prevalência de 42,4% de obesidade no sexo masculino e 31,8% de obesidade no sexo feminino. Esse aumento da obesidade coloca uma grande pressão sobre o sistema de saúde na Arábia Saudita, pois é um fator de risco para doenças mais graves, como doenças cardiovasculares. Isso pode ser atribuído ao recente fortalecimento da economia da Arábia Saudita. A aceleração da economia foi acompanhada por uma dieta mais "ocidentalizada" com mais preocupações nutricionais. 

## Mulheres na ciência
Yasmin Altwaijri preside o Comitê de Mulheres na Ciência da Arábia Saudita, uma rede nacional de mulheres cientistas da Arábia Saudita. Ela incentiva as mulheres sauditas a entrarem nos campos científicos e tecnológicos, argumentando que as mulheres cientistas podem usar formas eletrônicas de comunicação para colaborar e fazer um trabalho significativo sem "cruzar as fronteiras de nossas normas e costumes sociais". Ela indica que restrições como a proibição de mulheres dirigirem dificultam que as mulheres vão trabalhar ou frequentar uma academia.

## Reconhecimentos
Yasmin Altwaijri é uma das trinta e cinco mulheres apresentadas no livro Arab Women Rising, que inclui mulheres da Tunísia à Arábia Saudita. Ela foi incluída na lista da BBC de 2014 apresentando 100 mulheres internacionalmente.